# 富山平野

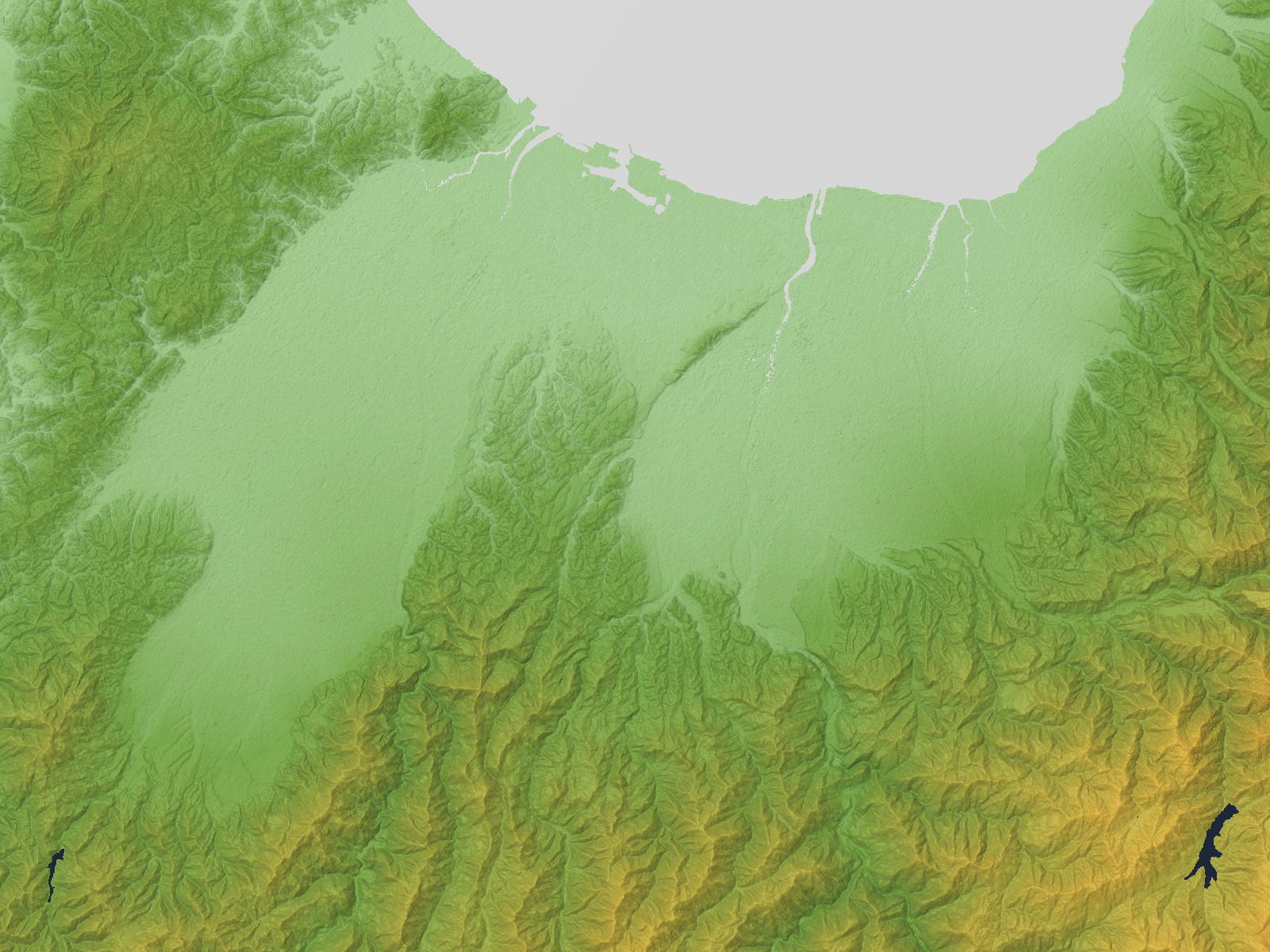
富山平野の地形図

富山平野（とやまへいや、英: Toyama Plain）は、富山県に位置する富山湾に面する扇状地の複合からなる平野。狭義には神通川と常願寺川で形成された平野である。広義には黒部川扇状地や砺波平野などを含む。

## 地理

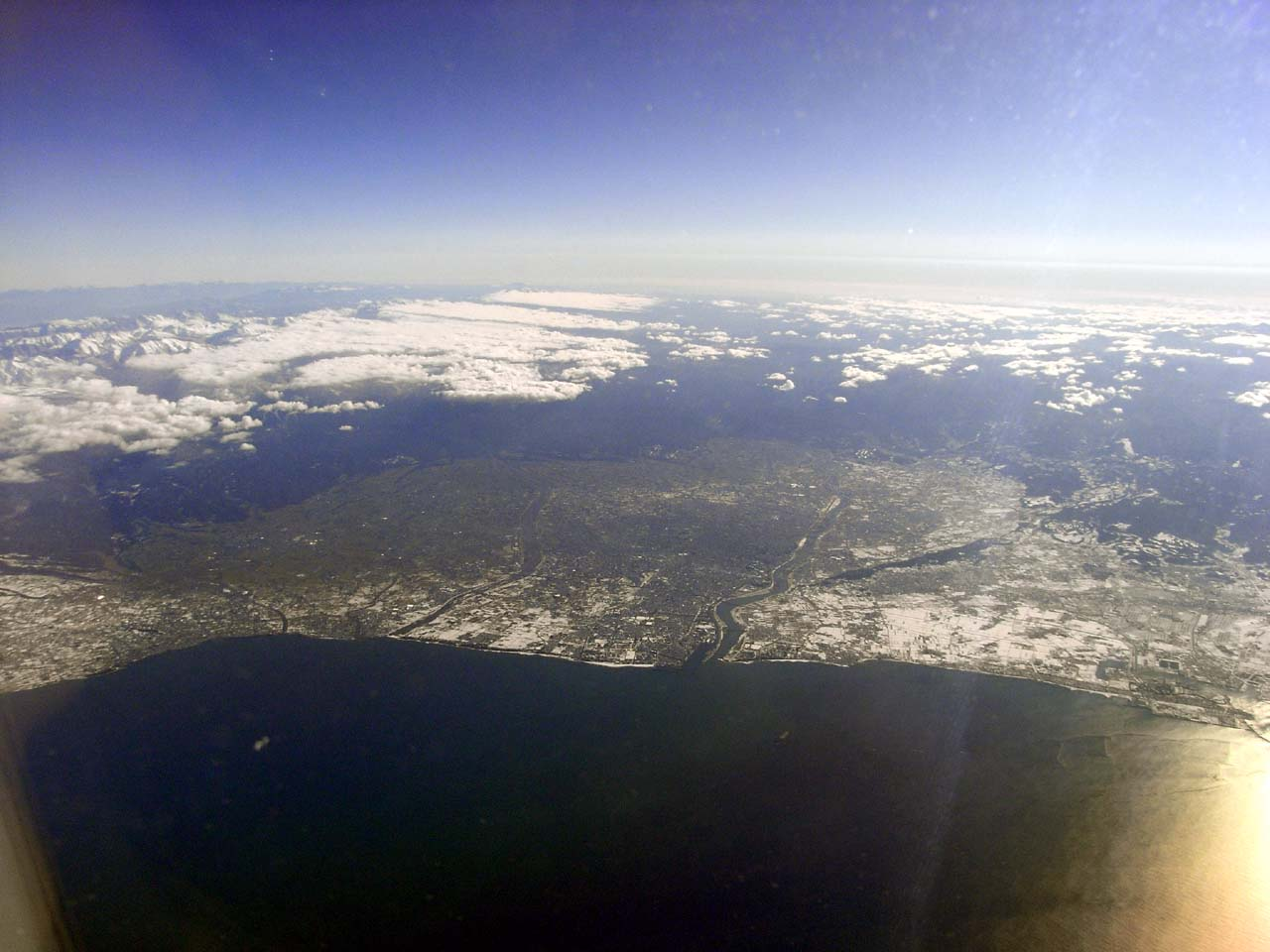
富山平野

広義の富山平野は、東は黒部川の扇状地（黒部扇状地、黒部川扇状地）、西は庄川の扇状地にまで及び、その中央部にある呉羽丘陵（呉羽山丘陵）で大きく二分され、東側を呉東平野、西側を呉西平野という。あるいは三分して、砺波平野、狭義の富山平野、黒部川扇状地に分けられる。
富山湾は水深が深く海底の勾配が急であるため、河川からの土砂は海底に沈んだり沿岸流に流されて三角州を発達させず、富山平野の大部分は砂礫の扇状地で構成されている。
旧石器時代に該当する遺跡が多数発見されており、ハナイズミモリウシおよび他のバイソン属、ヤベオオツノジカ、ヘラジカ、ナウマンゾウ、オオヤマネコ、トラ、ヒグマなどの現在の日本列島には生息していない中・大型動物も富山平野に多数生息していたと思われ、当時の人類による狩猟の対象にされていた可能性が高い。

### 西部
広義の富山平野のうち、呉羽丘陵の西側には、庄川のつくる扇状地部である砺波平野と海岸部の三角州性低地である射水平野がある。砺波平野は散村景観（散居村）で知られている。庄川扇状地が発達しているために小矢部川はその西側に押し出される地形になっている。また、射水平野にはかつて放生津潟という潟湖があり低湿地を含む。
なお、呉羽丘陵の西側にある台地を境野新台地という。

### 東部
呉羽丘陵の東側には、常願寺川及び神通川の扇状地とその海側にある低地を含む狭義の富山平野と、黒部川や片貝川、早月川の急勾配扇状地域である新川平野に分けられる。
狭義の富山平野はさらに常願寺川扇状地、神通川扇状地、富山低地などに細分化される。